# Ivone Silva
Maria Ivone da Silva Nunes (Ferreira do Zêzere, Paio Mendes, 24 de abril de 1936 — Lisboa, 20 de novembro de 1987), mais conhecida por Ivone Silva, foi uma atriz e encenadora portuguesa. Ficou célebre pelo seu trabalho humorístico na televisão e teatro de revista.

## Biografia

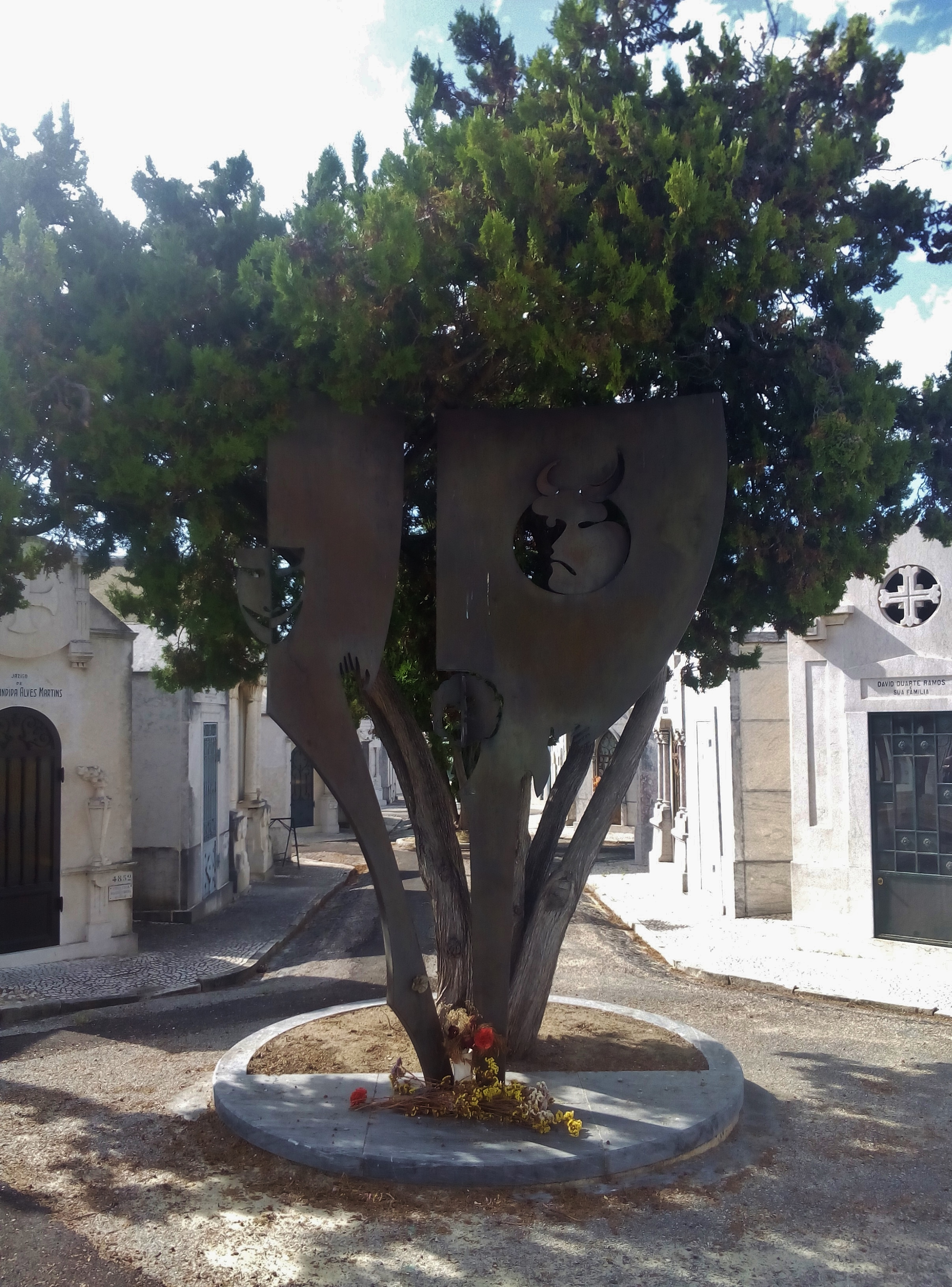
Jazigo de Ivone Silva no Cemitério do Alto de São João, em Lisboa.

Filha de José António da Silva e de sua mulher Ermelinda Rosa Nunes Dias, 15.ª neta de Duarte Galvão, ambos ligados profissionalmente à arte da alfaiataria, nasceu a 24 de abril de 1936 em Paio Mendes, aldeia situada no concelho de Ferreira do Zêzere e veio a falecer em Lisboa a 20 de novembro de 1987 de cancro da mama. Desde muito cedo conviveu com o ambiente ligado às artes cénicas, já que o pai também era actor, tendo participado com algum destaque em filmes portugueses como O ladrão da luva branca e O Zé do Telhado. Era irmã da atriz Linda Silva.
A figura ímpar e excepcional de Ivone Silva ficou estreitamente ligada a outro grande humorista português Camilo de Oliveira com o dueto crítico e muito engraçado dos dois alcoólicos Agostinho e Agostinha intitulado «Ai Agostinho, ai Agostinha» na série televisiva portuguesa Sabadabadu.
Muitos dos seus programas deram a conhecer ao mundo português nomes como Carlos Cunha e muitos outros actores.
Desta senhora saíram várias frases populares como "com um simples vestido preto, eu nunca me comprometo". 
O seu nome faz parte da toponímia de várias cidades portuguesas, nomeadamente: Lisboa, Matosinhos, Almada, Moita, Palmela e Pinhal Novo. 

## Teatro
| Ano       | Peça                            | Teatro                              | Notas    |
| --------- | ------------------------------- | ----------------------------------- | -------- |
| 1963      | Bikini                          | Teatro ABC                          | [ 6 ]    |
| 1963      | Chapéu Alto                     | Teatro ABC                          |          |
| 1963      | Vamos à Festa!                  | Teatro ABC                          |          |
| 1964      | É Regar e Pôr ao Luar           | Teatro ABC                          | [ 7 ]    |
| 1964      | Ai Venham Vê-las                | Teatro ABC                          |          |
| 1964      | Lábios Pintados                 | Teatro ABC                          |          |
| 1965      | Zona Azul                       | Teatro ABC                          | [ 8 ]    |
| 1965      | Dá-lhe Agora!                   | Teatro ABC                          | [ 9 ]    |
| 1966      | Tudo à Mostra!                  | Teatro Maria Vitória                | [ 10 ]   |
| 1966      | Mini-Saias                      | Teatro ABC                          | [ 11 ]   |
| 1967      | Pois, Pois...                   | Teatro Variedades                   |          |
| 1967      | Mulheres à Vela                 | Teatro ABC                          |          |
| 1967      | Sete Colinas                    | Teatro ABC                          |          |
| 1969      | Elas é Que Sabem                | Teatro ABC                          |          |
| 1969      | Ena, Já Fala!                   | Teatro ABC                          |          |
| 1970      | Alto Lá Com Elas                | Teatro ABC                          | [ 12 ]   |
| 1971      | Frangas na Grelha               | Teatro ABC                          | [ 13 ]   |
| 1971      | A Senhora Minha Tia             | Teatro ABC                          | [ 14 ]   |
| 1971      | Ó Zé Aperta o Cinto             | Teatro Maria Vitória                |          |
| 1972      | Pronto a Despir                 | Teatro Maria Vitória                |          |
| 1972-1973 | Cá Vamos Pagando e Rindo!       | Teatro Maria Vitória                | [ 15 ]   |
| 1973      | Ver, Ouvir e Calar              | Teatro Maria Vitória                |          |
| 1974      | Ver, Ouvir e Falar              | Teatro Maria Vitória                |          |
| 1974      | Uma no Cravo, Outra na Ditadura | Teatro ABC                          |          |
| 1975      | P'ra Trás Mija a Burra          | Teatro ABC                          |          |
| 1975      | Família Até Certo Ponto         |                                     |          |
| 1976      | O Bombo da Festa                |                                     |          |
| 1977      | Ó da Guarda!                    | Teatro ABC                          |          |
| 1978      | Aldeia da Roupa Suja            |                                     |          |
| 1979      | Feliz Natal Avózinha            | Teatro da Graça (Grupo Teatro Hoje) | monólogo |
| 1979      | Que Grande Bronca!              | Teatro Laura Alves                  | [ 16 ]   |
| 1980      | Andorra                         | Teatro Aberto                       | [ 17 ]   |
| 1981      | Não Há Nada Pr'a Ninguém        | Teatro Maria Vitória                |          |
| 1982      | Sem Rei Nem Rock                | Teatro Maria Vitória                |          |
| 1984      | Eu Desço na Próxima, e Você?    |                                     |          |
| 1985      | Não Batam Mais no Zézinho       | Teatro Maria Vitória                |          |
| 1986      | Isto É Maria Vitória            | Teatro Maria Vitória                |          |
| 1986      | Até Pinga no Pão                | Digressão                           |          |
| 1987      | Cá Estão Eles                   | Teatro Laura Alves                  |          |